# Денисов, Николай Семёнович
Николай Семенович Денисов (19 декабря 1910 года—16 августа 1997 года) — советский работник промышленности, директор Саратовского авиационного завода, Герой Социалистического Труда (1971).

## Биография
Родился 19 декабря 1910 года в городе Тетюши Российской империи, ныне Республики Татарстан.
Трудовую деятельность начал в 1930 году рабочим предприятия «Трансстрой» (Казань), где работал до 1931 года. В 1931 году обучался на рабфаке. В 1931—1932 годах работал электромонтажником железно-дорожной станции Юдино-Казанской железной дороги.
В 1933—1934 годах секретарь Комитета ВЛКСМ железно-дорожного депо станции Юдино-Казанской железной дороги.
После окончания в 1939 году самолётостроительного факультета Казанского авиационного института, был направлен на работу на Саратовский авиационный завод, где работал в должностях конструктора, начальника конструкторской группы, начальника сборочного цеха, заместителем главного инженера, секретарем парткома завода (в 1956 году), директором завода (в 1957—1979 годах). Он внес большой вклад в создание и дальнейшее развитие Саратовской системы бездефектного труда. Под его руководством проходило техническое перевооружение завода, осваивалось производство новых видов оборонной техники и гражданской продукции. В заводских микрорайонах построены десятки жилых домов и объектов культурно-бытового назначения, оказывалась помощь в создании многих предприятий в области, проведена большая работа по преобразованию подшефного заводу Перелюбского района.
Неоднократно избирался депутатом областного Совета, был депутатом Совета Союза Верховного Совета СССР 9-го созыва от Саратовской области.
За выдающиеся достижения в создании новых образцов летательных аппаратов Денисов Николай Семенович в 1971 году было присвоено звание Героя Социалистического Труда с вручением ордена Ленина.
После выхода на пенсию находился на пенсии. Умер в Саратове 16 августа 1997 года.

## Награды
- Орден «Знак Почета» (1957);
- Орден Трудового Красного Знамени (1959);
- Орден Ленина (1963, 1971);
- Орден Октябрьской Революции (1977);
- Медали.

## Память
- Бульвар в Саратове[3].